# Gonçalo Cardoso
Gonçalo Bento Soares Cardoso (* 21. Oktober 2000 in Marco de Canaveses) ist ein portugiesischer Fußballspieler, der als Leihspieler von West Ham United beim FC Basel unter Vertrag steht. Der Innenverteidiger ist seit September 2019 portugiesischer U20-Nationalspieler.

## Karriere

### Verein
Mit dem Fußballspielen begann Gonçalo Cardoso im Alter von acht Jahren beim Amateurverein AD Marco 09 in seiner Heimatstadt Marco de Canaveses. 2012 wechselte er in die Jugend vom FC Penafiel, bevor er fünf Jahre später in die Jugendakademie von Boavista Porto. Am 7. Oktober 2018 debütierte er in der Herrenmannschaft von Boavista beim 1:0-Heimsieg gegen Desportivo Aves. Bis zum Saisonende 2018/19 kam er auf 15 Ligaeinsätze.
Am 6. August 2019 wechselte Cardoso zum englischen Erstligisten West Ham United, wo er einen Fünfjahresvertrag unterzeichnete. Dort kam er in eineinhalb Jahren nicht zu seinem Debüt in der ersten Mannschaft, sondern kam lediglich in der Reserve zum Einsatz.
Am 30. Januar 2021 wechselte er für eineinhalb Jahre auf Leihbasis zum Schweizer Erstligisten FC Basel.

### Nationalmannschaft
Sein Debüt für die portugiesische U-19-Nationalmannschaft gab er am 17. November 2018 beim 5:1-Auswärtssieg gegen Armenien. Seit September 2019 ist Cardoso portugiesischer U20-Nationalspieler.